# Саратовский мост (новый)
Саратовский мост (новый) — мостовой переход через Волгоградское водохранилище (Волгу) у села Пристанное. Новый мост — часть объездной дороги вокруг Саратова и Энгельса. 
Длина трассы мостового перехода 12760 м, в том числе: подходов 8747,2 м, искусственных сооружений — 4435,5 м. Общая длина моста через основное русло реки Волга — 2350,7 м, мост на острове Котлубань — 310 м, мост через реку Каюковка — 667 м, мост через реку Малая Каюковка — 304 м, левобережная эстакада — 378,84 м и пять путепроводов общей длиной 424 м.
В карьере, из которого брались стройматериалы для постройки, образовалось озеро Голубое.

## Значение
Входит в транспортную систему: Центр России — Поволжье — Казахстан — Средняя Азия и в транспортную автомобильную систему: Европа — Азия, E 38, Европейский автомобильный маршрут, и AH61, Международная азиатская сеть. 
Автомобильный поток до 39 тыс. машин в сутки.

## История
Строительство моста началось в 1991 году.
16 декабря 2000 года состоялось торжественное открытие первой очереди автодорожного моста примерно в 15 километрах в северо-восточном направлении от старого моста вверх по течению Волги. Мост возведён по стандартам первой европейской категории. Строительство осуществлялось филиалом ОАО «Волгомост» «Мостотряд № 8» совместно с институтом «Гипротрансмост».
Вторая очередь моста торжественно открыта 16 октября 2009 года.